# Joan Peyser
Joan Peyser, née le 12 juin 1930 à Manhattan et décédée le 24 avril 2011 dans la même ville, est une musicologue et écrivaine américaine, connue pour son ouvrage sur la musique du XXe siècle, ainsi que ses biographies sur George Gershwin, Pierre Boulez et Leonard Bernstein. Sa biographie sur Bernstein, selon Leon Botstein, est le premier essai au récit critique de sa vie et son œuvre.

## Biographie
Née Joan Gilbert à Manhattan, Peyser commence à étudier le piano à l'âge de cinq ans, donnant son premier récital à l'âge de treize ans au Town Hall de New York. Lorsqu'elle s'inscrit à la High School of Music & Art, elle continue à étudier le piano et commence à étudier l'alto. Après avoir été diplômée, elle étudie au Smith College de 1947 à 1949, puis étudie la musique au Barnard College et obtient sa licence en 1951. Elle obtient son master en musicologie en 1956 de l'Université Columbia, grâce à l'enseignement de Paul Henry Lang. Elle fut l'une des premiers vainqueurs du premier Deems Taylor Award annuel de l'ASCAP pour excellence dans l'écriture musicale avec son article concernant le compositeur américain Marc Blitzstein ("The Troubled Times of Marc Blitzstein" publié dans le Columbia University Forum).
Elle gagnera le prix quatre fois de plus tout au long de sa carrière. L'article Biltzstein a attiré l'attention de Delacorte Press sur elle, qui lui offrit un contrat pour son premier ouvrage, The New Music: the Sense behind the Sound, publié en 1971. En plus de ses ouvrages et de ses articles scientifiques, elle fut l'éditrice de The Musical Quarterly de 1977 à 1984 ainsi qu'une contributrice régulière au New York Times, à Commentary, Vogue et Opera News.
Joan Peyser meurt à Manhattan le 24 avril 2011 à l'âge de 80 ans à la suite d'une opération cardiaque.